# Шавањак (Кантал)
Шавањак (фр. Chavagnac) насеље је и општина у централној Француској у региону Оверња, у департману Кантал која припада префектури Сен Флур.
По подацима из 2011. године у општини је живело 106 становника, а густина насељености је износила 6,39 становника/km². Општина се простире на површини од 16,58 km². Налази се на средњој надморској висини од 1095 метара (максималној 1.284 m, а минималној 1.053 m).

## Демографија
| 1962. | 1968. | 1975. | 1982. | 1990. | 1999. | 2011. |
| ----- | ----- | ----- | ----- | ----- | ----- | ----- |
| 93    | 133   | 122   | 144   | 129   | 94    | 106   |

График промене броја становника у току последњих година